# Betriebswirtschaftliche Steuerlehre
Die Betriebswirtschaftliche Steuerlehre ist Teil der Allgemeinen Betriebswirtschaftslehre und der Steuerwissenschaften. Sie analysiert und erklärt alle Probleme, die für Betriebe durch den Steuerzwang entstehen und zeigt dabei Entscheidungsalternativen auf.

## Hauptaufgaben
Die Betriebswirtschaftliche Steuerlehre hat drei Hauptaufgaben.
1. Sie hat zunächst zu untersuchen, welche Möglichkeiten der Betrieb im Rahmen eines gegebenen Steuersystems hat, seine steuerliche Belastung mit gesetzlich zulässigen Mitteln auf ein Minimum zu reduzieren. Es wird dabei unterschieden zwischen der Betrieblichen Steuerwirkungslehre, die einerseits die Wirkungen der Besteuerung auf betriebliche Größen untersucht, und der Betrieblichen Steuergestaltungslehre, die andererseits aufgrund der Kenntnis der Steuerwirkung die günstigsten Entscheidungsalternativen entwickelt.
2. Sie hat zu analysieren, welchen Einfluss die Besteuerung auf das betriebliche Rechnungswesen (steuerrechtliche Buchführungs-, Bilanzierungs- und Bewertungsvorschriften) ausübt und wie das Rechnungswesen ausgestaltet sein muss, damit es zur Ermittlung und Gestaltung der Steuerbemessungsgrundlagen sowie zur Berechnung und Einbehaltung bestimmter Steuern für Dritte verwendet werden kann.
3. Sie hat aus ihrer Forschung praktische Folgerungen für eine künftige Steuergesetzgebung zu ziehen und insbesondere kritisch zu prüfen, ob der Grundsatz der Gleichmäßigkeit bei der Besteuerung verletzt wird.

## Lehrstühle

### Deutschland
In Deutschland gibt es an folgenden Universitäten Lehrstühle für das Fach Betriebswirtschaftliche Steuerlehre:
1. Universität Augsburg: Lehrstuhl für Betriebswirtschaftliche Steuerlehre, Robert Ullmann (seit 2015)
2. Universität Bamberg: Lehrstuhl für Betriebliche Steuerlehre, Thomas Egner (seit 2009)
3. Universität Bayreuth: Lehrstuhl für Betriebswirtschaftliche Steuerlehre (1978–2013: Jochen Sigloch, seit 2013: Sebastian Schanz)
4. Freie Universität Berlin: Professur für Betriebswirtschaftliche Steuerlehre, Jochen Hundsdoerfer (seit 2004)
5. Humboldt-Universität zu Berlin: Lehrstuhl für Betriebswirtschaftliche Steuerlehre, Ralf Maiterth (seit 2010)
6. Universität Bielefeld: Professur für ABWL, insb. Betriebliche Steuerlehre, Rolf Jürgen König (seit 1995)
7. Ruhr-Universität Bochum: Lehrstuhl für BWL, insb. Betriebswirtschaftliche Steuerlehre (1974–2000: Dieter Schneider, seit 2007: Heiko Müller)
8. Universität Bremen: Lehrstuhl für ABWL, insb. Betriebliche Steuerlehre und Wirtschaftsprüfung, Franz Jürgen Marx (seit 1998)
9. TU Chemnitz: Professur für Betriebswirtschaftliche Steuerlehre und Wirtschaftsprüfung, Silke Hüsing (seit 2008)
10. TU Dortmund: Lehrstuhl Wirtschaftsprüfung und Unternehmensbesteuerung, André Jungen
11. TU Dresden: Lehrstuhl für BWL, insb. Wirtschaftsprüfung und Steuerlehre (1992–2007: Horst Mayer, seit 2009: Michael Dobler)
12. Universität Duisburg-Essen: Professur für Betriebswirtschaftliche Steuerlehre (1995–2021: Volker Breithecker, seit 2023: Inga Hardeck), Lehrstuhl für Unternehmensbesteuerung, Ute Schmiel (seit 2008)
13. Katholische Universität Eichstätt: Lehrstuhl für ABWL und Betriebswirtschaftliche Steuerlehre (1992–?: Christiana Djanani, seit 2015: Reinald Koch)
14. Universität Erlangen-Nürnberg: Lehrstuhl für BWL, insb. Steuerlehre (1995–2020: Wolfram Scheffler, seit 2020: Frank Hechtner)
15. Universität Frankfurt: Lehrstuhl für Betriebswirtschaftliche Steuerlehre, Winfried Mellwig (1976–2007), Chair of Finance, Accounting and Taxation, Rainer Haselmann (seit 2014)
16. Europa-Universität Viadrina, Frankfurt (Oder): Lehrstuhl für ABWL, insbesondere Betriebswirtschaftliche Steuerlehre und Wirtschaftsprüfung, Stephan Kudert (seit 1995)
17. Albert-Ludwigs-Universität Freiburg: Lehrstuhl für Betriebswirtschaftliche Steuerlehre, Wolfgang Kessler (seit 1996)
18. Universität Gießen: Professur für BWL mit dem Schwerpunkt Betriebswirtschaftliche Steuerlehre (1973–? Friedrich W. Selchert)
19. Universität Göttingen: Abteilung für deutsche und internationale Besteuerung, Andreas Oestreicher (seit 2001)
20. Universität Greifswald: Lehrstuhl für ABWL sowie Unternehmensprüfung und -besteuerung, Torsten Mindermann (seit 2010)
21. Fernuniversität Hagen: Lehrstuhl für BWL, insb. Betriebswirtschaftliche Steuerlehre, Stephan Meyering (seit 2010)
22. Martin-Luther-Universität Halle-Wittenberg: Lehrstuhl für Betriebswirtschaftliche Steuerlehre, Gerhard Kraft (seit 1998)
23. Universität Hamburg: Institut für Wirtschaftsprüfung und Steuerwesen, Arbeitsbereich Betriebswirtschaftliche Steuerlehre Siegfried Grotherr (1999–2024), Institut für betriebliche Altersversorgung und Steuern, Dietmar Wellisch (seit 2002)
24. Helmut-Schmidt-Universität/Universität der Bundeswehr Hamburg: Professur für BWL, insb. Betriebswirtschaftliche Steuerlehre, Bert Kaminski (seit 2008)
25. Universität Hannover: Institut für Betriebswirtschaftliche Steuerlehre, Kay Blaufus (seit 2012)
26. Universität Hohenheim: Lehrstuhl für Betriebswirtschaftliche Steuerlehre und Prüfungswesen (1987–2005: Peter Bareis, seit 2005: Holger Kahle)
27. Universität Jena: Lehrstuhl für ABWL, Betriebswirtschaftliche Steuerlehre und Wirtschaftsprüfung, Harald Jansen (seit 2011)
28. Universität Kassel: Fachgebiet BWL, insbesondere Betriebswirtschaftliche Steuerlehre, Holger Karrenbrock
29. Christian Albrechts Universität zu Kiel: Professur für Unternehmensrechnung und Unternehmensbesteuerung, Jost Heckemeyer (seit 2017)
30. Universität zu Köln: Seminar für ABWL und Unternehmensbesteuerung (1991–2013: Norbert Herzig, seit 2013: Michael Overesch)
31. Universität Leipzig: Lehrstuhl für Betriebswirtschaftliche Steuerlehre, Carmen Bachmann (seit 2013)
32. Universität Lüneburg: Institut Auditing & Tax, Dörte Mody
33. Universität Magdeburg: Lehrstuhl für Betriebswirtschaftliche Steuerlehre, Sebastian Eichfelder (seit 2013)
34. Universität Mannheim: Lehrstuhl für ABWL und Betriebswirtschaftliche Steuerlehre (1999–2019: Ulrich Schreiber, seit 2019: Philipp Dörrenberg), Lehrstuhl für ABWL und Betriebswirtschaftliche Steuerlehre II (1971–2006: Otto H. Jacobs, seit 2006: Christoph Spengel)
35. Universität Mainz: BWL, insb. Betriebliche Steuerlehre, Roland Euler (seit 1996)
36. Universität München: Institut für Betriebswirtschaftliche Steuerlehre, (1998–2010: Manuel Theisen, seit 2011: Deborah Schanz)
37. Universität Münster: Institut für Unternehmensrechnung und -besteuerung, Christoph Watrin (seit 2002)
38. Universität Osnabrück: Fachgebiet Bilanz-, Steuer- und Prüfungswesen, Michael Wosnitza (seit 1997)
39. Universität Paderborn: Lehrstuhl für BWL, insb. Betriebswirtschaftliche Steuerlehre, Caren Sureth-Sloane (seit 2004)
40. Universität Passau: Lehrstuhl für BWL mit Schwerpunkt Taxation, Markus Diller (seit 2010)
41. Universität Regensburg: Lehrstuhl für Betriebswirtschaftliche Steuerlehre (1992–2020: Dirk Meyer-Scharenberg, 2021–2023: Inga Hardeck)
42. Universität Rostock: Lehrstuhl für Unternehmensrechnung und -besteuerung, Stefan Göbel (seit 2000)
43. Universität des Saarlandes: Lehrstuhl für BWL, insbesondere Betriebswirtschaftliche Steuerlehre (1960–1992: Günter Wöhe, seit 1993: Heinz Kußmaul)
44. Universität Siegen: Lehrstuhl für Prüfungswesen und Betriebswirtschaftliche Steuerlehre (1983–2010: Norbert Krawitz; 1995–2021: Rainer Heurung, seit 2023: Martin Thomsen)
45. Universität Trier: BWL, insb. Betriebswirtschaftliche Steuerlehre und Unternehmensrechnung, Lutz Richter (seit 2009)
46. Universität Tübingen: International Business Taxation, Martin Ruf (seit 2012)
47. Universität Würzburg: Lehrstuhl für BWL und Betriebswirtschaftliche Steuerlehre, Dirk Kiesewetter (seit 2008)

In Deutschland gab es an folgenden Universitäten Lehrstühle für das Fach Betriebswirtschaftliche Steuerlehre:
1. RWTH Aachen: Lehrstuhl für BWL, insb. Betriebswirtschaftliche Steuerlehre und Wirtschaftsprüfung, Reinhold Hömberg
2. Universität Düsseldorf: Lehrstuhl für BWL, insb. Betriebswirtschaftliche Steuerlehre, Guido Förster (2004–2023)
3. Frankfurt School of Finance & Management: Professur für Accounting and Taxation, Luise Hölscher (2004–2010)

### Österreich
In Österreich gibt es u. a. an folgenden Universitäten Lehrstühle für das Fach Betriebswirtschaftliche Steuerlehre:
1. Karl-Franzens-Universität Graz: Institut für Steuerlehre und Rechnungslegung, Rainer Niemann
2. Universität Innsbruck: Institut für Rechnungswesen, Steuerlehre und Wirtschaftsprüfung
3. Universität Klagenfurt: Abteilung für Betriebliches Finanz- und Steuerwesen
4. Johannes Kepler Universität Linz: Institut für Betriebswirtschaftliche Steuerlehre (1971–1999: Karl Vodrazka, seit 2000: Michael Tumpel)
5. Universität Salzburg: Rechnungslegung und Steuerlehre
6. Wirtschaftsuniversität Wien: Institut für Revisions-, Treuhand- und Rechnungswesen, Abteilung für Betriebswirtschaftliche Steuerlehre, Eva Eberhartinger